# Gogeldrie
Gogeldrie är en ort i Australien. Den ligger i kommunen Leeton och delstaten New South Wales, i den sydöstra delen av landet, omkring 460 kilometer väster om delstatshuvudstaden Sydney. Antalet invånare är 143.
Runt Gogeldrie är det glesbefolkat, med 10 invånare per kvadratkilometer.. Närmaste större samhälle är Leeton, nära Gogeldrie. 
Trakten runt Gogeldrie består till största delen av jordbruksmark. Genomsnittlig årsnederbörd är 531 millimeter. Den regnigaste månaden är februari, med i genomsnitt 77 mm nederbörd, och den torraste är oktober, med 20 mm nederbörd.